# Емамзаде-Шафі
Емамзаде-Шафі (перс. امامزاده شفيع) — село в Ірані, у дегестані Шандерман, у бахші Шандерман, шагрестані Масал остану Ґілян. За даними перепису 2006 року, його населення становило 435 осіб, що проживали у складі 105 сімей.

## Клімат
Середня річна температура становить 13,68 °C, середня максимальна – 27,76 °C, а середня мінімальна – -0,11 °C. Середня річна кількість опадів – 628 мм.
| Клімат поселення                              | Клімат поселення | Клімат поселення | Клімат поселення | Клімат поселення | Клімат поселення | Клімат поселення | Клімат поселення | Клімат поселення | Клімат поселення | Клімат поселення | Клімат поселення | Клімат поселення | Клімат поселення |
| Показник                                      | Січ.             | Лют.             | Бер.             | Квіт.            | Трав.            | Черв.            | Лип.             | Серп.            | Вер.             | Жовт.            | Лист.            | Груд.            |                  |
| Середній максимум, °C                         | 11,33            | 11,08            | 12,18            | 16,62            | 20,26            | 25,98            | 27,76            | 27,63            | 22,77            | 20,05            | 15,84            | 12,02            |                  |
| Середня температура, °C                       | 5,74             | 5,49             | 6,58             | 11,03            | 14,66            | 20,38            | 23,47            | 23,33            | 18,48            | 15,76            | 11,56            | 7,74             |                  |
| Середній мінімум, °C                          | 0,14             | −0,11            | 0,98             | 5,43             | 9,06             | 14,80            | 19,18            | 19,04            | 14,19            | 11,46            | 7,26             | 3,43             |                  |
| Норма опадів, мм                              | 58               | 50               | 64               | 60               | 39               | 22               | 11               | 25               | 56               | 83               | 67               | 93               |                  |
| Середньомісячна швидкість вітру, м/с          | 2.18             | 2.33             | 2.40             | 2.43             | 2.20             | 2.30             | 2.51             | 2.30             | 1.97             | 2.08             | 1.95             | 1.91             |                  |
| Середньомісячна сонячна радіація, кДж/м²·день | 6982             | 9264             | 11361            | 15917            | 19864            | 22604            | 23587            | 19915            | 16354            | 11263            | 8642             | 6659             |                  |
| --------------------------------------------- | ---------------- | ---------------- | ---------------- | ---------------- | ---------------- | ---------------- | ---------------- | ---------------- | ---------------- | ---------------- | ---------------- | ---------------- | ---------------- |
| Джерело:                                      |                  |                  |                  |                  |                  |                  |                  |                  |                  |                  |                  |                  |                  |